# Uomini al passo
Uomini al passo (Cadence) è un film statunitense del 1990 diretto ed interpretato da Martin Sheen.
Il protagonista del film è un figlio di Martin Sheen, Charlie Sheen, ma anche un altro figlio ha una parte nel film, Ramon Estevez.

## Trama
Il soldato Franklin Bean si ubriaca e diserta dopo la morte del padre. Come punizione viene trasferito in una prigione militare popolata solo da detenuti di colore, e Bean unisce le sue forze a quelle dei colleghi detenuti e si ribella contro il fanatico guardiano della prigione, il sergente maggiore Otis McKinney.